# Пааво Нурми
Пааво Нурми (на фински: Paavo Nurmi) е финландски бегач, най-добрият в света на средни и дълги разстояния през 1920-те години. Поставя световни рекорди на разстояния от 1500 m до 20 km.
Печели 9 златни и 3 медала от летни олимпийски игри между 1920 и 1928 г. Успехът му се дължи на систематизирания тренировъчен план, който ползва. Нурми е един от първите лекоатлети, които тренират целогодишно и е пионер на бягането на интервали (редуване на бягане с бързо и бавно темпо). 
На Игрите в Париж през 1924 г. Нурми печели златните медали в бяганията на 1500 метра и 5000 метра, подобрявайки световните рекорди и в двете дистанции, въпреки че се провеждат в един ден. Печели още три златни медала от същата олимпиада. 